# Tadeusz Szeligowski

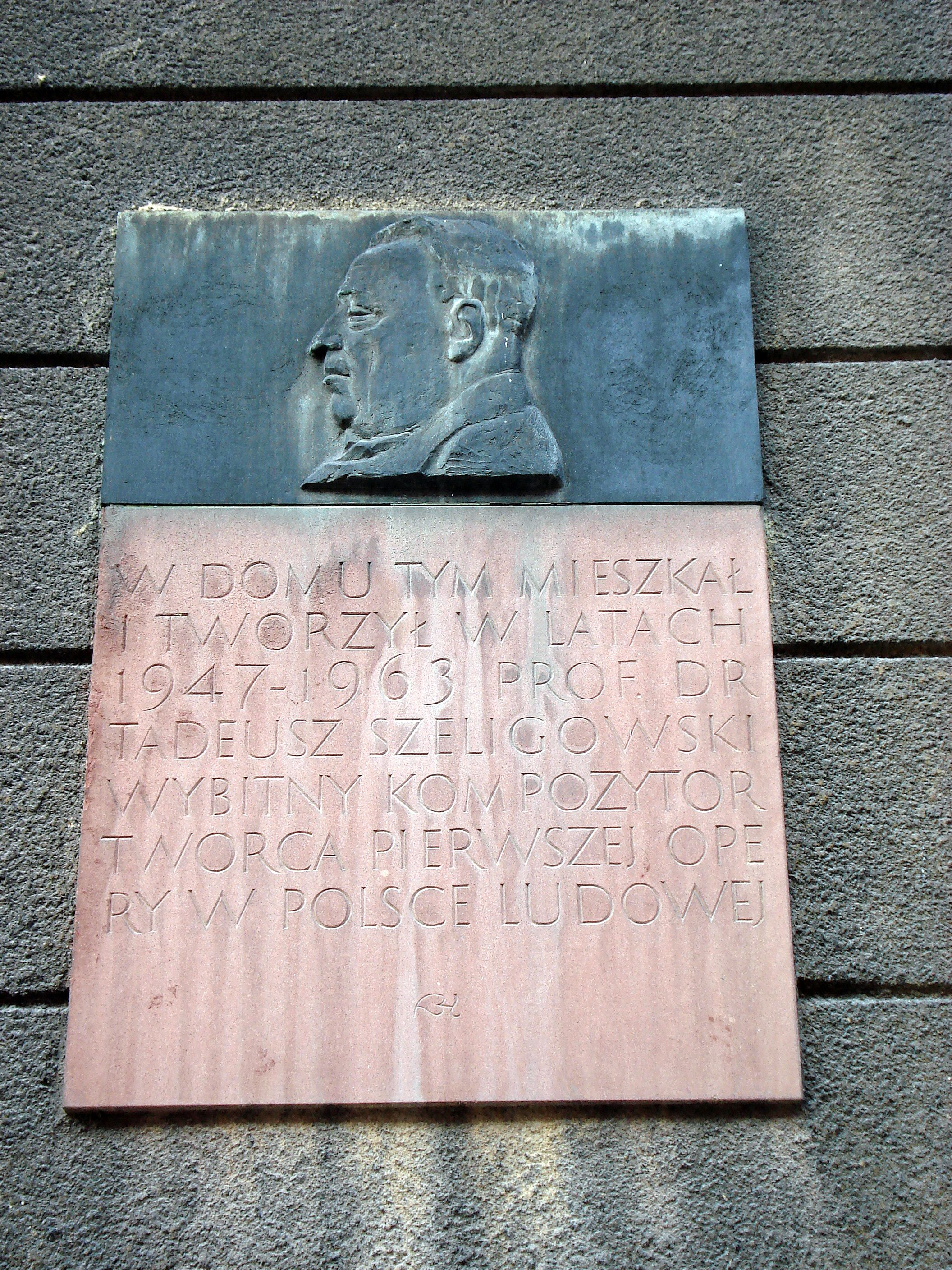
Tablica pamiątkowa przy ul. Chełmońskiego 22 w Poznaniu.

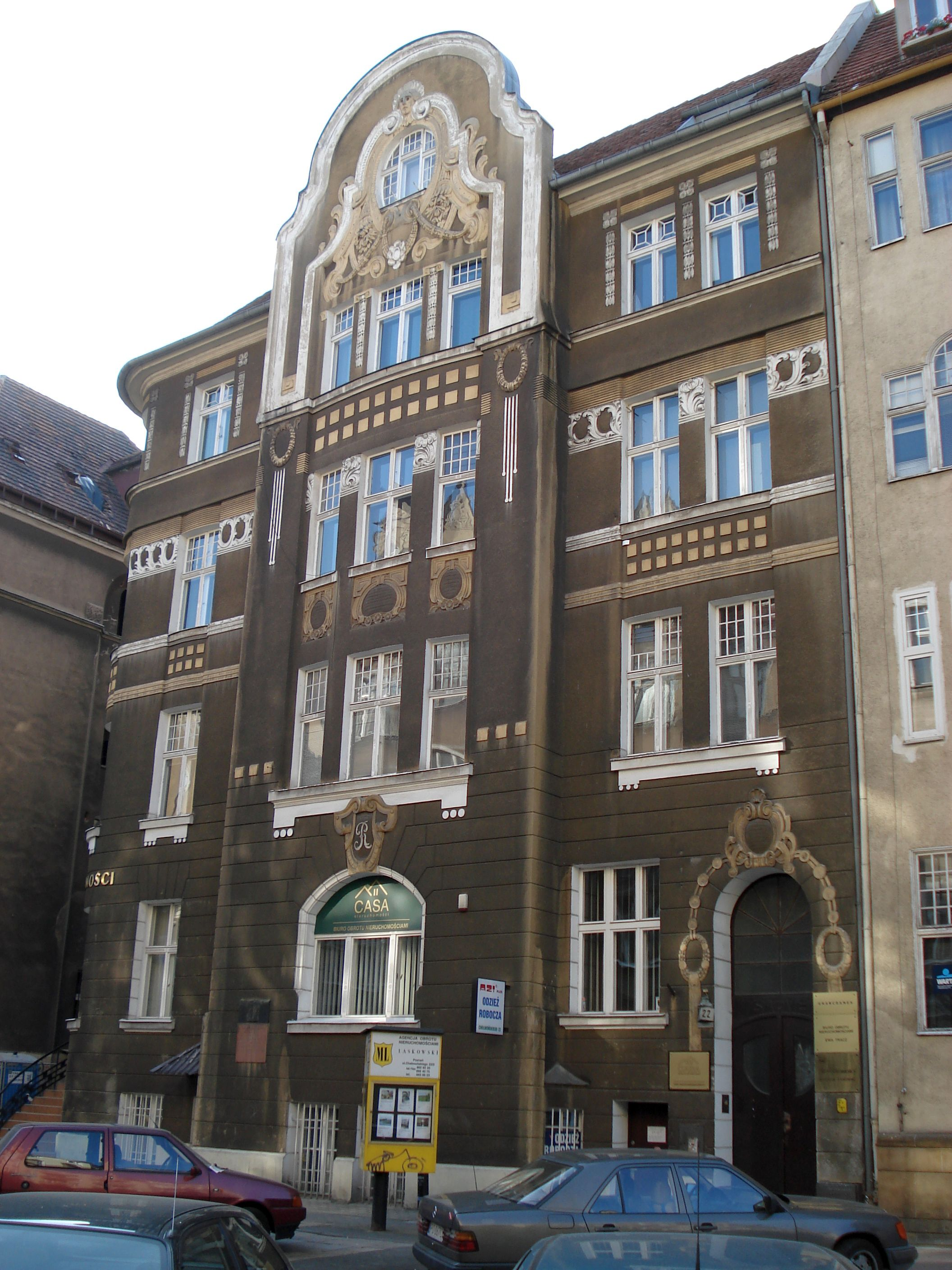
Kamienica przy ul. Chełmońskiego 22 w Poznaniu.

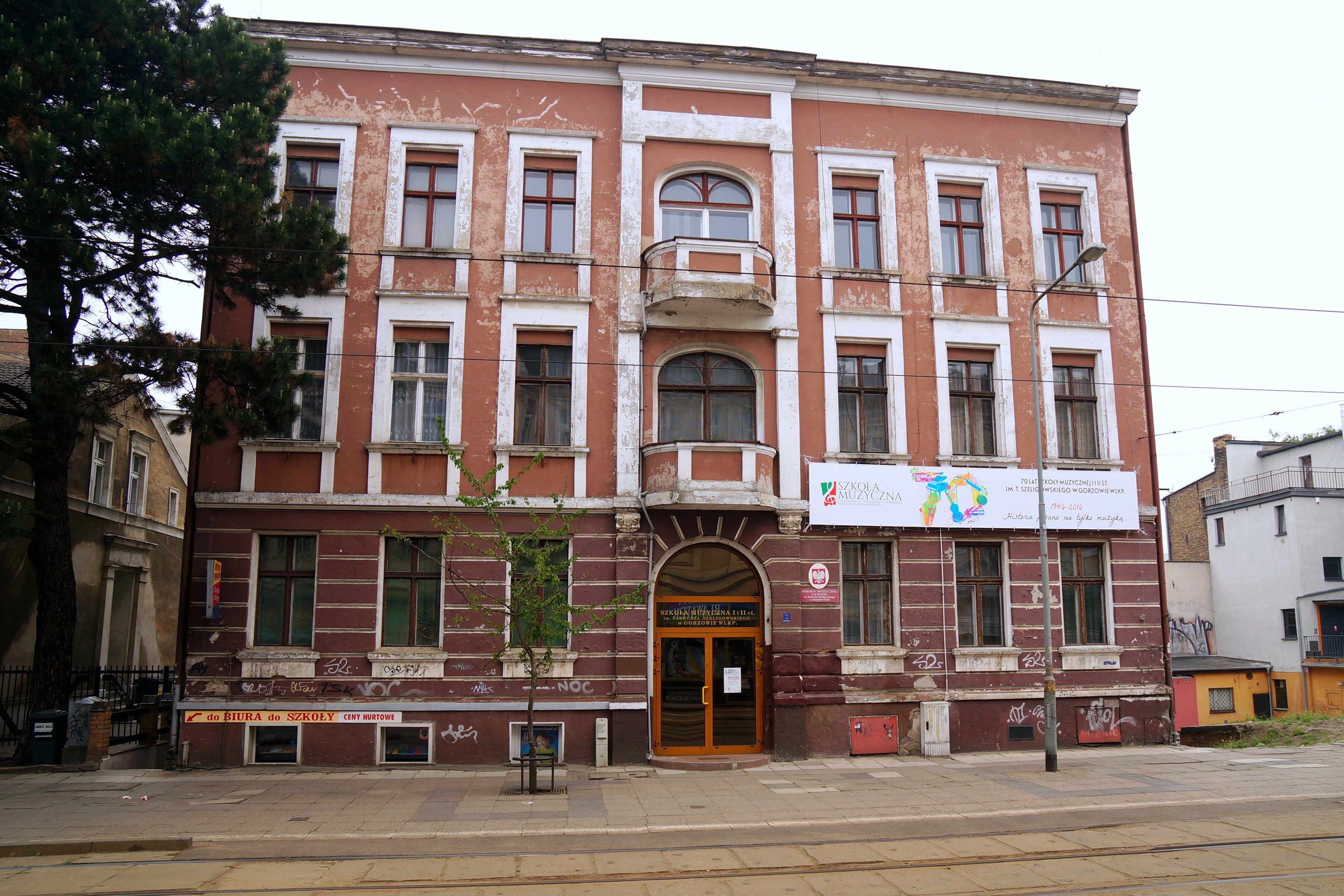
Szkoła Muzyczna I i II stopnia im. Tadeusza Szeligowskiego w Gorzowie Wlkp.

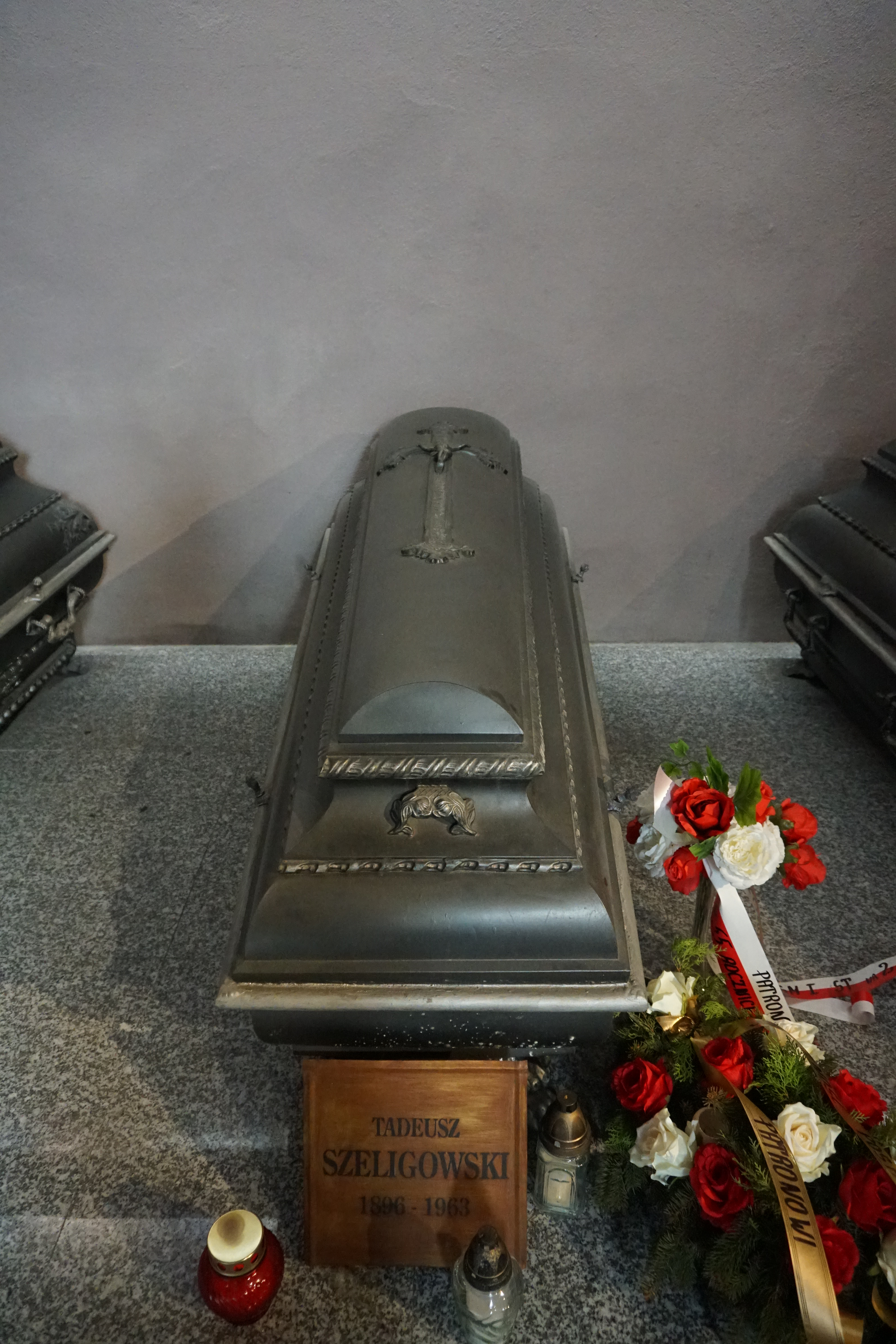
Trumna z prochami Tadeusza Szeligowskiego w krypcie Zasłużonych Wielkopolan.

Tadeusz Szeligowski (ur. 13 września 1896 we Lwowie, zm. 10 stycznia 1963 w Poznaniu) – polski kompozytor, pedagog, prawnik i animator życia muzycznego.

## Życie i twórczość
Pochodził z rodziny polskich muzyków. Ukończył w 1914 roku gimnazjum klasyczne (z odznaczeniem) i Galicyjskie Konserwatorium Polskiego Towarzystwa Muzycznego we Lwowie, gdzie studiował grę fortepianową pod kierunkiem Viléma Kurza. Następnie w Krakowie kształcił się w zakresie gry fortepianowej u A. Petersa oraz w zakresie kompozycji u Bolesława Wallek-Walewskiego. W latach 1921−1928 studiował muzykologię na Uniwersytecie Jagiellońskim oraz prawo, z którego uzyskał w 1922 roku na UJ doktorat. Studia muzyczne uzupełniał w latach 1929−1931 w Paryżu u Nadii Boulanger (kompozycja) i Paula Dukasa (instrumentacja). W okresie międzywojennym działał w Wilnie jako adwokat (od 1923 roku prowadził kancelarię adwokacką), wykładowca w Konserwatorium Muzycznym i animator życia muzycznego.
Po zakończeniu II wojny światowej przebywał początkowo w Lublinie, a od 1947 do końca życia w Poznaniu. W latach 1947–1950 był kierownikiem Państwowej Wyższej Szkoły Operowej. Z jego inicjatywy utworzona została Filharmonia Poznańska, której w latach 1947–1949 był dyrektorem. Ponadto, był inicjatorem (w 1961) festiwalu muzyki współczesnej Poznańska Wiosna Muzyczna oraz jednym z organizatorów Międzynarodowego Konkursu Skrzypcowego im. H. Wieniawskiego.
Od 1932 roku prowadził klasę kompozycji w konserwatorium w Wilnie, po wojnie kierował katedrami kompozycji w Państwowych Wyższych Szkołach Muzycznych w Poznaniu i w Warszawie. W 1950 roku otrzymał tytuł profesora. Do licznej grupy jego absolwentów kompozycji należą m.in.: Zbigniew Bargielski, Augustyn Bloch, Joanna Bruzdowicz, Henryk Czyż, Jan Fotek, Benedykt Konowalski, Andrzej Koszewski, Włodzimierz Kotoński, Wojciech Łukaszewski, Tadeusz Wojciech Maklakiewicz, Bernadetta Matuszczak, Bolesław Ocias, Zbigniew Penherski, Witold Rudziński, Marek Sart, Władysław Słowiński, Jadwiga Szajna-Lewandowska, Aleksander Szeligowski, Antoni Szuniewicz.
Prowadził także aktywną działalność organizatorsko-społeczną. W latach 1951–1954 pełnił funkcję prezesa Zarządu Głównego Związku Kompozytorów Polskich. Od 1953 roku działał w Radzie Programowej Polskiego Wydawnictwa Muzycznego, Radzie Centralnej COPSA oraz Radzie Kultury przy Ministerstwie Kultury i Sztuki. Był współtwórcą i pierwszym prezesem Towarzystwa Muzycznego im. Henryka Wieniawskiego w Poznaniu.
Zajmował się także publicystyką muzyczną. Pisał na łamach „Kuriera Wileńskiego”, „Tygodnika Wileńskiego”, „Muzyki” i „Kuriera Poznańskiego”.
W 1931 ożenił się ze Stanisławą z Harasowskich, muzykologiem. Jego szwagrem był chopinolog Adam Harasowski.
Zmarł w 1963 roku w Poznaniu i pochowany został na cmentarzu Górczyńskim. W 1965 roku jego trumnę przeniesiono do krypty Zasłużonych Wielkopolan w podziemiach kościoła św. Wojciecha w Poznaniu.

## Kompozycje

### Instrumentalne

#### Orkiestrowe
- Z chłopa król – uwertura do komedii Piotra Baryki na orkiestrę (1926)
- Kaziuki – suita na orkiestrę (1928–29)
- Koncert na orkiestrę (1930)
- Suita archaiczna na orkiestrę (1930)
- Mała suita na orkiestrę (1931)
- Koncert klarnetowy (1933)
- Andante na klarnet i orkiestrę (1933)
- Niebieski ptak – suita na orkiestrę (1936)
- Epitaphium na śmierć Karola Szymanowskiego na orkiestrę smyczkową (1937)
- Suita kolędowa na orkiestrę smyczkową (1939)
- Koncert fortepianowy (1941)
- Suita lubelska na małą orkiestrą (1945)
- Kupałowa noc – suita na orkiestrę (1945)
- Nokturn na orkiestrę (1947)
- Uwertura komediowa na małą orkiestrę symfoniczną (1952)
- Paw i dziewczyna, suita baletowa na orkiestrę (1953)
- Cztery tańce polskie na orkiestrę symfoniczną (1954)

#### Kameralne
- Pieśń litewska na skrzypce i fortepian (1928)
- Kwartet smyczkowy nr 1 (1928–29)
- Ricercar na 4 głosy instrumentalne lub wokalne (1931)
- Kwartet smyczkowy nr 2 (1934–35)
- Trio na obój, altówkę i wiolonczelę (1935)
- Rybi bal, pieśń na zespół dziecięcy (1937)
- Air grave et air gai na rożek angielski i fortepian (1940)
- Nokturn na wiolonczelę i fortepian (1943)
- Taniec na wiolonczelę i fortepian (1943–45)
- Poemat na wiolonczelę i fortepian (1943–45)
- Pastorale na wiolonczelę i organy (1943–45)
- Sarabanda na wiolonczelę i organy (1943–45)
- Orientale na wiolonczelę i fortepian (1945)
- Kwintet na instrumenty dęte (1953)
- Sonata na flet i fortepian (1953)
- Na łące, suita na 2 fortepiany (1955)
- Trio na skrzypce, wiolonczelę i fortepian (1955–56)
- Polskie piosenki miłosne na flety proste (1959)

#### Solowe (fortepianowe)
- Wariacje na temat pieśni ludowej na fortepian (1927)
- Gitary z Zalamei na fortepian (1938–39)
- Sonatina na fortepian (1940–41)
- Taniec rosyjski na fortepian (1942)
- Sonata d-moll na fortepian (1949)
- Dwie etiudy na podwójne dźwięki na fortepian (1952)
- Drobne utwory na fortepian (1952)
- Drobiazgi na 4 ręce na fortepian (1952)

### Wokalne

#### Na głosy solowe
- Nos qui sumus – motet na 2 głosy męskie (1929)
- O vos omnes – motet na 3 głosy żeńskie (1929)
- Timor et tremor – motet na kontralt i tenor (1929)
- Missa de Angelis na 3 głosy żeńskie (1942)
- Ave Maria na 3 głosy żeńskie (1943)
- Regina coeli laetare na 3 głosy żeńskie (1943)
- Popule meus na 3 głosy żeńskie (1943)
- Veni Creator na 3 głosy żeńskie (1943)

#### Na chór a cappella
- Dwie pieśni białoruskie na chór mieszany (1930)
- Pod okapem śniegu – kolęda na chór mieszany (1933−34)
- Angeli słodko śpiewali – motet na chór mieszany (1934)
- Przepióreczka – białoruska pieśń ludowa na chór męski (1934)
- Regina coeli laetare na chór mieszany (1934)
- Już nam czas na chór męski (1935)
- Pieśń żeglarzy na chór mieszany (1938)
- Psalm radosny in memoriam Guillaume Dufay na chór mieszany (1938)
- Msza na chór żeński (1942)
- Stabat Mater na chór mieszany (1943)
- Pange lingua na chór mieszany (1943)
- Pięć pieśni ludowych z Lubelszczyzny na chór żeński lub dziecięcy (1945)
- Pięć pieśni ludowych z Lubelszczyzny na 3-głosowy chór mieszany (1945)
- Cztery pieśni weselne z Lubelszczyzny na chór mieszany (1945)
- Koszałki-opałki, scherzo na chór męski (1946)
- A wyjrzyjcież, pacholęta, pieśń na chór mieszany (1948)
- Pieśń 10-lecia [wersja II] na chór mieszany a cappella (1955)
- Psalm CXVI „Laudate Dominum” na chór mieszany lub chłopięcy (1960)

### Wokalno-instrumentalne

#### Na głos i fortepian
- Wanda, pieśń na głos i fortepian (1927)
- Pieśni ludowe litewskie na głos i fortepian (1927)
- Pieśni zielone na głos i fortepian (1929)
- Lilie – ballada na głos i fortepian (1929)
- Dęby – elegia na głos i fortepian (1929)
- W olszynie – idylla na głos i fortepian (1929)
- Chmiel – pieśń weselna na głos i fortepian (1929)
- Alegorie kwietne na głos i fortepian (1934)
- Piosenki do słów Jarosława Iwaszkiewicza na głos i fortepian (1945)
- Zielona brzózko, piosenka na głos i fortepian (1947)
- Dziewczyno moja, pieśń na głos i fortepian (1947)
- Od Różana trakt, piosenka na głos i fortepian (1947)
- Arion na tenor z fortepianem (1949)
- Demon na tenor z fortepianem (1949)
- Gołębie na sopran i fortepian (1949)
- Ballada o Kostce Napierskim na głos i fortepian (1951)
- Piosenka o trzech Mauretankach na głos i fortepian (1953)
- Soledad na głos i fortepian (1960)

#### Na różne zespoły wokalno-instrumentalne
- Psalm XVI – oratorium (1931)
- Msza łacińska na chór mieszany i organy (1932)
- Wiśnia blues na głos, wiolonczelę i fortepian (1934)
- Ave Maria na sopran, chór żeński i organy (1943)
- Aria na sopran i organy (1943)
- Siadajcie wszyscy wokoło z nami, suita 12 pieśni popularnych z lat 1810−1875 na chór mieszany (lub sopran i alt) i fortepian (1945)
- Tryptyk na sopran i orkiestrę (1946)
- Kantata o sporcie „100 m” na głos solo, chór i orkiestrę (1948)
- Suita weselna na sopran, tenor, chór żeński, chór mieszany i fortepian (1948)
- Wesele lubelskie na sopran, chór mieszany i małą orkiestrę symfoniczną (1948)
- Panicz i dziewczyna, dialog muzyczny na sopran, baryton, chór mieszany i orkiestrę lub fortepian (1948–49)
- Rapsod na sopran i orkiestrę (1949)
- Karta serc, kantata na sopran, chór mieszany i orkiestrę symfoniczną (1952)
- Zosia, suita na chór z towarzyszeniem orkiestry (1952)
- Renegat, ballada na bas i orkiestrę lub fortepian (1953)
- Pieśń 10-lecia [wersja I] na chór mieszany z fortepianem (1955)
- Odys płaczący i opuszczony, opera-oratorium radiowe na głosy recytujące, chór i orkiestrę symfoniczną (1962)

Rex inclitus (Rex gloriosus) [utwór niedokończony], kantata na głosy solowe, chór i orkiestrę *symfoniczną (1962)

### Sceniczne
- Paw i dziewczyna, balet w 3 obrazach (1948)
- Bunt żaków, opera w 4 aktach (1951)
- Krakatuk, opera w 3 aktach z prologiem (1954)
- Mazepa, balet w 3 aktach (1957)
- Teodor Gentleman, opera w 2 aktach (1960)

## Ordery i odznaczenia
- Krzyż Oficerski Orderu Odrodzenia Polski (22 lipca 1952)[5]
- Złoty Krzyż Zasługi (11 listopada 1937)[6]
- Medal 10-lecia Polski Ludowej (28 lutego 1955)[7]

## Nagrody
- wyróżnienie na Konkursie Kompozytorskim im. Henryka Melcera w Warszawie za Suitę archaiczną na orkiestrę (1930)
- wyróżnienie na Konkursie Wielkopolskiego Związku Kół Śpiewaczych w Poznaniu za oratorium Psalm XVI (1932)
- I nagroda na Konkursie Małopolskiego Związku Towarzystw Śpiewaczych i Muzycznych we Lwowie za pieśń Regina coeli laetare na chór (1934)
- dwie I nagrody na Konkursie Miesięcznika „Śpiewak” w Warszawie za Psalm radosny in memoriam Guillaume Dufay na chór mieszany i Pieśń żeglarzy na chór mieszany (1938)
- II nagroda na Konkursie Olimpijskim Związku Kompozytorów Polskich za Kantatę o sporcie „100 m” na głos solo, chór i orkiestrę (1948)
- nagroda w II Konkursie Kompozytorskim im. F. Chopina za Sonatę fortepianową (1949)
- II nagroda w Konkursie Polskiego Radia za utwór Panicz i dziewczyna (1949)
- Państwowa Nagroda Artystyczna II stopnia za prace kompozytorskie chóralne, oparte na polskiej pieśni ludowej, specjalnie za kantatę Wesele lubelskie oraz za balet Paw i dziewczyna i pieśń Arion do słów Puszkina (1950)[8]
- Nagroda Państwowa I stopnia za operę Bunt żaków (1951)
- Nagroda Prezesa Rady Ministrów za twórczość muzyczną dla dzieci i młodzieży (1957)
- Nagroda Związku Kompozytorów Polskich (pośmiertnie) za całokształt twórczości (1963)
- Nagroda Muzyczna Miasta Poznania

Źródło:.

## Upamiętnienie
- Na domu przy ul. Chełmońskiego 22 w Poznaniu, w którym mieszkał od 1947 r., w roku 1966 odsłonięto tablicę pamiątkową (proj. Józef Kopczyński)
- Jego imię noszą szkoły muzyczne: Szkoła Muzyczna I i II stopnia w Lublinie[10], Poznańska Ogólnokształcąca Szkoła Muzyczna I stopnia Nr 2[11], Państwowa Szkoła Muzyczna I i II stopnia w Gorzowie Wielkopolskim[12], Państwowa Szkoła Muzyczna I stopnia w Szczecinie[13]